# Markus Hausweiler
Markus Hausweiler (Neuss, 1976. április 15. –) német labdarúgó-középpályás.